# Flaga NATO
Flaga NATO – oficjalna flaga Organizacji Traktatu Północnoatlantyckiego, przyjęta 14 października 1953

## Symbolika
Błękit (odcień Pantone 280) symbolizuje Ocean Atlantycki oraz zgodę, biały pierścień – jedność, róża kompasowa dążenie do zapewnienia bezpieczeństwa ze wszystkich stron

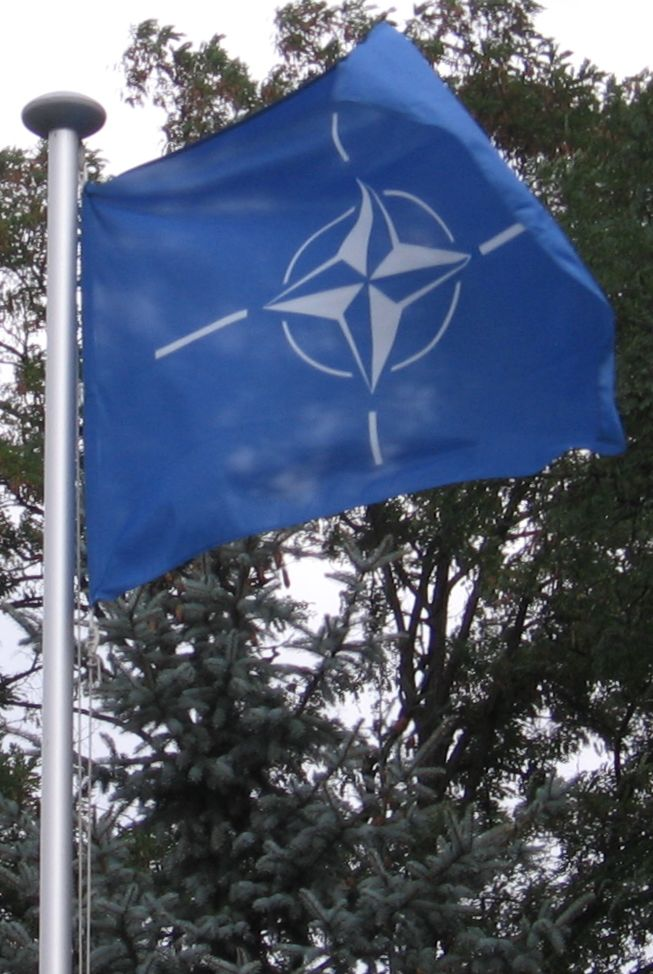
Flaga NATO na wietrze